# Mélida
Mélida är en kommun i Spanien.   Den ligger i provinsen Provincia de Navarra och regionen Navarra, i den nordöstra delen av landet, 280 km nordost om huvudstaden Madrid. Antalet invånare är 717. Arean är 26,2 kvadratkilometer.
Terrängen i Mélida är platt.